# Gérygone des Chatham
Gerygone albofrontata
Espèce
Statut de conservation UICN

 LC  : Préoccupation mineure
La Gérygone des Chatham (Gerygone albofrontata) est une espèce de passereaux de la famille des Acanthizidae.

## Distribution
On la trouve aux îles Chatham en Nouvelle-Zélande.

## Habitat
Elle habite les forêts tempérées.